# Milmersdorf
Milmersdorf là một đô thị ở huyện Uckermark, bang Brandenburg, Đức. Đô thị này có diện tích 62,86 km², dân số thời điểm 31 tháng 12 năm 2006 là 1791 người.